# Gaëtane de Montreuil
Pour les articles homonymes, voir Bélanger et Montreuil.
Gaëtane de Montreuil, de son vrai nom Géorgina Bélanger (1867-1951), est une journaliste et écrivaine canadienne (québécoise).

## Biographie
Elle est née en 1867 au Québec, fille d'un tailleur de pierre, Ambroise Bélanger (1820-1872) et de Bérénice-Louise-Véronique Sédilot (1832-1896). Son véritable nom de famille est donc Bélanger , mais elle choisit le surnom de sa mère, Sédilot dit Montreuil, comme nom de plume.
Conseillère, bibliothécaire, professeure, critique, éditrice, publicitaire, elle commence à écrire comme journaliste, et emploie plusieurs pseudonymes, dont Clemencia, Aimée Patrie, Julia Patrie et Zig Zag. Elle écrit notamment dans Le Monde illustré et dans le premier magazine féminin canadien d'expression française, Le Coin du feu,.
Puis elle se voit confier en 1898 une chronique, Pour vous mesdames, dans La Presse,. Elle y conseille et critique notamment les parutions littéraires. C'est la première femme de Montréal ainsi chargée d'une chronique dans ce quotidien La Presse. Le courrier reçu par le journal confirme l'attente du lectorat du journal.
En 1902, elle épouse le poète et peintre Charles Gill, avec lequel elle a plusieurs enfants. 
Elle ouvre une école laïque avec sa collègue Éva Circé-Côté en 1908, le premier établissement d'enseignement supérieur pour jeunes filles du Québec, mais cet organisme scolaire ferme dès 1910 sous la pression des milieux conservateurs. Elle est l'auteur de plusieurs romans et poèmes, dont La Fleur des ondes en 1912. Une de ses amies est la poétesse Anne-Marie Gleason. Elle continue également à intervenir dans différentes revues, dont Le Pays Laurentien, Le Jour et Le Pays, et fonde un périodique, intitulé également Pour vous mesdames, qu'elle dirige de 1913 à 1915. Elle a aidé à faire connaître les poètes de l'École littéraire de Montréal.
En 1928, elle demande la création d'une association de journalistes canadiens, et, féministe de la première heure, devient aussi secrétaire du Comité provincial pour  le suffrage féminin. Elle meurt à Montréal en 1951.
L'historien Réginald Hamel a écrit son doctorat sur son œuvre littéraire. Louise Simard a écrit Le médaillon dérobé en s'inspirant de sa vie.

## Hommages
La rue Gaëtane de Montreuil a été nommée en son honneur, dans la ville de Québec, en 2006.

## Œuvres

### Poèmes, contes, essais, roman
- 1912 : Fleur des ondes. Roman historique canadien, Québec, La cie d'Imprimerie Commerciale, 1912, 163 p.
- 1916 : Dans les montagnes Rocheuses canadiennes, Ernest Tremblay imprimeur, 7 p.
- 1916 : La Montagne Castel, Ernest Tremblay imprimeur, 8 p.
- 1924 : Cœur de rose et Fleur de sang, Recueil de contes et nouvelles, Québec, [s.é.], 1924, 195 p.
- 1926 : Causeries, Beauchemin, 124 p.
- 1926 : Noël vécu, Beauchemin, 119 p.
- 1926 : La Vengeance d'une morte, Recueil de contes et nouvelles, 1926, 108 p.
- 1927 : Les Rêves morts : recueil de vers, L'Éclaireur, 64 p.
- 1946 : Destinée, Imprimerie populaire, 178 p.